# Onychiurus rectospinatus
Onychiurus rectospinatus is een springstaartensoort uit de familie van de Onychiuridae. De wetenschappelijke naam van de soort is voor het eerst geldig gepubliceerd in 1922 door Stach.